# SungWon Cho
SungWon Cho (Hangul: 조성원; * 9. Dezember 1990 in Minnesota, Vereinigte Staaten), auch bekannt als ProZD ist ein amerikanischer Synchronsprecher, Schauspieler und Webvideoproduzent. Er ist bekannt für seine kurzen Sketches auf YouTube und seine zahlreichen Synchronsprechrollen in Fernsehserien und Videospielen sowie für seine schauspielerischen Leistungen insbesondere in der TV-Serie Anime Crimes Division.

## Kindheit und Jugend
Cho wurde am 9. Dezember 1990 im US-Bundesstaat Minnesota geboren. Seine Familie zog später nach DeWitt, Michigan, wo er seine Kindheit verbrachte. Er studierte Medieninformatik und Technologie an der Michigan State University und machte dort seinen Abschluss im Jahr 2012.

## Karriere
Cho interessierte sich seit seiner Schulzeit für das Synchronsprechen, als ein Freund verschiedene Sprechrollen eines Radiohörspiels an ihn und seine Mitschüler verteilte. Im Oktober 2012 begann er damit, täglich Audiobeiträge auf Tumblr zu posten. Seine Karriere als professioneller Synchronsprecher startete mit dem 2D Computerspiel Apotheon, in welchem er die Rolle des Schurken Zeus erhielt. Deven Mack ließ ihn für die Rolle vorsprechen, als er eines seiner Videos auf Youtube sah.
2017 übernahm Cho zum ersten Mal eine Rolle in einer Realverfilmung als den Hauptcharakter Detective Joe Furaya aus der Webserie Anime Crimes Division, welche auf Crunchyroll und Youtube veröffentlicht wurde.
Seine Reichweite auf Youtube nahm rasch zu. 2021 erreichte sein Kanal ProZD über 3,2 Mio. Abonnenten. Cho erwähnte, es wäre nie sein Ziel gewesen, ein berühmter Youtuber zu werden, es sei neben seiner Karriere als Synchronsprecher einfach zufällig passiert. In seinen Youtube-Videos spielt er oft mehrere Charaktere und seine Videos sind bewusst mit einem niedrigeren Budget erstellt. 2016 gründete Cho dann mit seinem Freund Alex Mankin einen zweiten Youtube-Kanal mit dem Namen Press Buttons 'n Talk, auf dem sie gemeinsam Videospiele spielen und über verschiedene Themen sprechen.

## Privatleben
Im Oktober 2015 verlobte sich Cho mit Anne Marie Salter. Das Paar heiratete am 28. Mai 2016. Ihre beiden Katzen Effie und Sophie haben des Öfteren in Chos Youtube-Videos einen Auftritt.

## Filmografie
Film
- 2021: Lackadaisy als Mordecai
- 2023 Blackberry als Ritchie Cheung

Fernsehen
- 2018: Ginga Eiyuu Densetsu: Die Neue These als Vizeadmiral Legrange
- 2018: Radiant als Master Lord Majesty
- 2019: Gen:lock als Heng Li 'Henry' Wu
- 2019: Tuca & Bertie als Ultra-Sam 380
- 2019: OK K.O.! Neue Helden braucht die Welt als Johnny, Jack Whacky, Rando, Teamster, Game
- 2020: Craig of the Creek als Keun Sup / The Blur
- 2020: Big City Greens als Maestro / King Violin
- 2020: Akudama Drive als Shark[8]

Webserie
- 2017–2018 Anime Crimes Division als Detektiv Joe Furuya
- 2018: Nomad of Nowhere als Toro
- 2018: Camp Camp als Brian
- 2018: Red vs. Blue als King Atlus Arcadium Rex
- 2020: Bigtop Burger als Doctor
- 2020: Aggretsuko als Hyodo[9]
- 2020: Onyx Equinox als Xolotl

Videospiele
- 2011: Ace Attorney Investigations 2 als Gregory Edgeworth
- 2015: Apotheon als Zeus
- 2017: Battlerite als Sirius
- 2017: Fallen Legion als G'ndarark the Bloodhammer
- 2017: A Hat in Time als Express Eulen / Intercom
- 2017: 2064: Read Only Memories als Froyo Typ, Türsteher und Polizei ROMs
- 2018: Monster Prom als Brian / interdimensionaler Prinz
- 2018: 2MD: VR Football als Trainer
- 2018: Unavowed als Kalash
- 2018: Attack of the Earthlings als regionaler Manager Dennis Dickinham
- 2019: Judgment als Tashiro
- 2019: Akash: Path of the Five als Caspian
- 2019: River City Girls als Nishimura
- 2019: Borderlands 3 als FL4K
- 2020: Granblue Fantasy Versus als Vaseraga, kaiserlicher Soldat
- 2020: Yakuza: Like a Dragon als Mitsuo Yasumura / Motoba / Ringmeister Yasuda
- 2020: Soulcalibur VI als Hwang Seong-gyeong
- 2022: AI: The Somnium Files – Nirvana Initiative als Gen Ishiyagane
- 2023: Meisterdetektiv Pikachu kehrt zurück als Will Butler, Legios und Strepoli